# Chant à répondre
 (octobre 2015).
Ne doit pas être confondu avec Appel et réponse.
Le chant à répondre (ou chanson à répondre) est une pratique vocale caractéristique de la chanson traditionnelle, francophone ou non (comme par exemple pour une partie de la chanson bretonne). Il s’agit d’une forme de chant alterné, consistant en un échange entre un ou des meneur(s) et l’assemblée. Les premiers chantent une phrase et les seconds répondent en chantant cette même phrase.

## Historique
Le chant à répondre est une sous-section du chant alterné. La pratique du chant alterné apparaît dès l’Antiquité dans des usages liturgiques mais aussi dans la culture populaire de nombreux peuples. C’est l’une des premières formes de chant collectif. C’est également une pratique universelle. Selon les recherches de Jean-Michel Guilcher, le chant à répondre est attesté dès le XIIe siècle en tant qu’accompagnement de la carole, une danse. Mais il est fortement possible que la pratique remonte à plus longtemps.
Aujourd'hui, le chant à répondre se pratique de moins en moins mais reste encore vivace et resurgit dès que l’occasion s’y présente (concours, festoù-noz…).
La pratique du chant à répondre est inscrite à l'Inventaire du patrimoine culturel immatériel en France.

### En Bretagne
En Bretagne, le chant à répondre cohabite en Bretagne avec le kan ha diskan. Cette dernière forme est très particulière et caractéristique d'une partie de la musique bretonne (pratiques chantées du centre Bretagne). Le chant à répondre est quant à lui plus général et étendu à une partie beaucoup plus large de la Bretagne. Sa pratique est plus importante et ses usages sont également plus diversifiés que dans le kan ha diskan : chants de marche, chants à danser, chants de table, et parfois même pour la grande majorité du répertoire chanté.  
Les collectes de chansons des XIXe siècle et XXe siècle  permettent de constater la forte présence des chants répondus en Bretagne.

### Au Québec et ailleurs au Canada français
Les chansons à répondre sont un élément important du patrimoine musical québécois et canadien-français d'avant 1960.
Les titres suivants sont des chansons à répondre et sont mentionnés dans diverses sources relatives au folklore musical québécois : 
- Ah si mon moine voulait danser[6]
- Bonhomme! Bonhomme![7]
- C'est l'aviron[8]
- Envoye, Envoye la 'tite jument" (Claire Jolicœur)[9]
- J'Entends Le Loup, Le Renard Et La Belette (La Jument de Michao)[10]
- L'arbre est dans ses feuilles[11].
- La Saint-Jean-Baptiste (Conrad Gauthier)[12]
- La Ziguezon (La Bottine souriante)[13]
- Le rocket Richard (Oscar Thiffault)[14]
- Loulou (la famille Larin)[15]
- Malurons Malurette[16]
- Nos belles canadiennes[17]
- On est Canayen ou ben on l'est pas (Eugène Daigneault)[18]
- Pour boire il faut vendre (La famille Soucy) [19]
- Vive la Canadienne[20]

## Pratique
Le chant à répondre fait intervenir deux groupes de personnes : le ou les meneurs et le chœur. Les meneurs chantent une ou plusieurs phrases, voire un couplet entier, puis le chœur leur répondent à l’unisson en répétant le chant des meneurs. 
Exemple de structure simple :
Chœur : À la cour du palais (bis)

Meneur(s) : L’y a‐t‐une flamande, lala
L’y a‐t‐une flamande.

Chœur : L’y a‐t‐une flamande, lala
Si la majorité sont simples (série de couplets d’un ou deux vers et refrain), d’autres ont une structure plus complexe (couplet long, passage en solo non répété etc.). C’est le cas dans certaines zones de Bretagne ou le chant est dit « strophique », c’est-à-dire qu’il n’est composé que de couplets bien plus longs et donc plus compliqués à répéter. Les chants sont faits pour être rapidement mémorisés, de manière que toute l’assemblée puisse participer. 
Dans le chant à la marche et dans le chant à danser, il est courant d’entendre des chants « à la dizaine », c’est-à-dire des chants composés d’un seul couplet dans lequel on décompte un élément à chaque répétition. Le sens peut varier, de 1 à 10 ou de 10 à 1. Il s’agit d’un chant plus facile à mémoriser et donc plus facile à répondre pour le chœur. La répétition d’un même couplet est également favorable pour le contexte rythmique dans lequel il est chanté (marche ou danse).
Actuellement[Quand ?], la plupart des chanteurs de chant à répondre s’expriment dans le cadre du fest-noz. Les danses sont la plupart du temps associées au chant et les chanteurs du chœur sont aussi danseurs. On peut également retrouver ces chanteurs dans les concours comme la Bogue d’or. Sur scène, ils sont soit en groupe et se répondent entre eux, soit ils demandent à la salle de participer. Cependant, une pratique plus confidentielle continue d’exister dans le cadre familial et privé.
Le chant à répondre est également pratiqué lors de randonnées, notamment en Haute-Bretagne, ou lors de repas ou de veillées dans des lieux publics ou privés. Dans ce dernier cas, le rythme est moins cadencé que pour les danses ou marches, le chant est plus mélodieux, ce qui révèle parfois le talent de certains chanteurs. 
Une pratique plus moderne du chant à répondre veut que le meneur chante seul et que la réponse soit apportée seulement en mélodie par des instruments. 
Enfin, le chant à répondre rejoint les autres pratiques de chant alterné dans les rassemblements de marins bretons, où le « chant de marins » est à l’honneur. Le chant est alors pratiqué lors de manœuvres ou lors de veillées. 

## Discographie

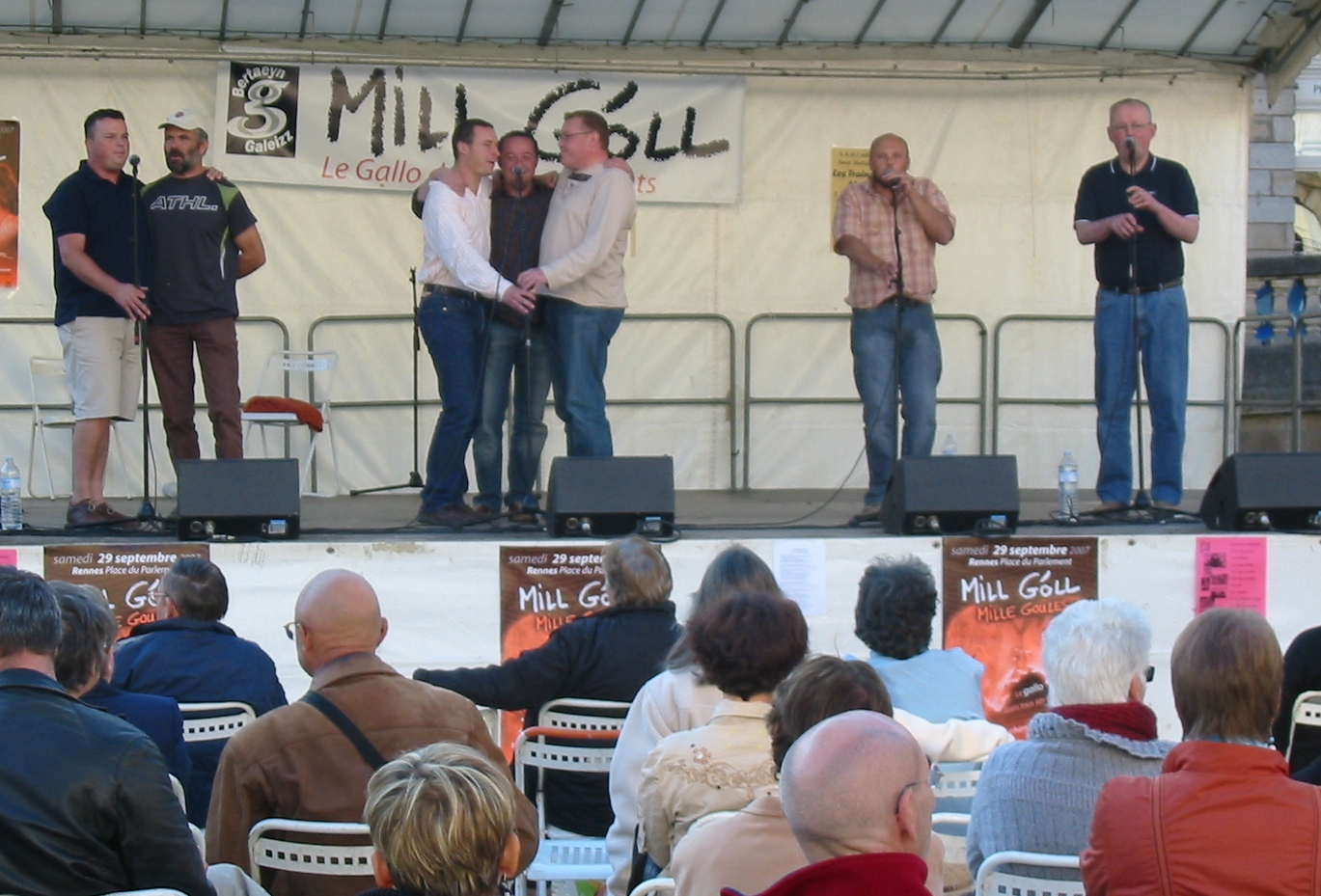
Les Traines Meuriennes à la Fête Mill Góll en 2007

- 1982 : Chants à danser de Haute-Bretagne par Erik Marchand, Gilbert Bourdin et Christian Dautel (Le Chasse-Marée)

- 1985 : Chants à répondre de Haute-Bretagne par Erik Marchand, Gilbert Bourdin et Christian Dautel (Le Chasse-Marée)
- 1996 : Plaignons les coureurs de nuit - Les mangeouses d’oreilles (Dastum)
- 1996 : Chants à danser du pays d’Oust - Les Traines Meuriennes
- 1999 : Ceci est l’aventure - David et Huguel (Alain Pennec)
- 1999 : Trois p’tits oiseaux - Brou, Hamon, Quimbert (Coop-Breizh)
- 2002 : Garçon sans souci - Brou, Hamon, Quimbert (Coop-Breizh)
- 2008 : Balades entre Oust et Arz - Les chantous de Poliac
- 2009 : La nuit comme le jour ‐ Brou, Hamon, Quimbert
- 2011 : Depuis l’temps que ça traîne - Les Traines Meuriennes